# Ștefan Cicio Pop
Ștefan Cicio Pop, magyar forrásokban Pop Csicsó István (Sajgó, 1865. április 1. – Konop, 1934. február 16.) román ügyvéd, politikus, a Román Nemzeti Párt tagja, a Nemzeti Parasztpárt elnöke, képviselő a magyar országgyűlésben, a gyulafehérvári román nagygyűlés alelnöke, Erdély, Bánság és Partium kormányzótanácsának védelmi- és belügyekért felelős tagja, a román kormányban Erdélyért felelős államminiszter (1919. december 5. – 1920. március 12.), majd Alexandru Vaida-Voevod távolléte idején megbízott külügyminiszter és a minisztertanács megbízott elnöke (1920. január 9. – 1920. március 13.), Iuliu Maniu kormányai alatt a képviselőház elnöke (1928. december 23. – 1931. április 30. illetve 1932. augusztus 10. – 1933. november 18.).

## Családja és tanulmányai
Szülei, Emanuil Cicio tanító és Măriuța Cicio (szül. Mânzat) kora gyermekkorában elhunytak, így nővéreivel együtt apai nagybátyja, Vasile Pop kanonok nevelte Szamosújváron. Az általános iskolát Désen, a középiskolát Désen és Nagyszebenben végezte. Szamosújváron megtanult magyarul, Nagyszebenben németül. Budapesten és Bécsben jogot hallgatott az egyetemen, jogi diplomáját 1889. április 13-án, ügyvédi engedélyét 1891-ben szerezte meg.
Felesége Eugenia Macavei volt, akitől öt gyermeke született: Ana (1897–1981), Vasile Ştefan (1899–1975), Zoe Maria Sofia (1902–1986), Alexandru Eugen Tiberiu (1904–1978) és Liviu (1912–1990).

## Pályafutása

### Az első világháború előtt és alatt
1891-ben ügyvédi irodát nyitott Aradon. Pályafutása során számos több mint tízezer jobbágycsaládot képviselt az úrbéri rendezéssel kapcsolatos eljárásokban Óradna, Világos, Borosjenő és Körösbánya környékén. Eredményei ismertté tették nevét, így győzni tudott a világosi kerületben az 1905-ös, 1906-os és 1910-es országgyűlési választásokon.
1892. januárban Óradna és Borosjenő küldötteként részt vett a Román Nemzeti Párt gyűlésén, ahol határozat született egy beadvány készítéséről, amelyben felsorolják a magyarországi románok panaszait az osztrák császárnak. Ugyanebben az évben két sajtóperben is szerepelt, ahol szerb nyelvű újságokat védett, amelyek a magyar kormányzat számára kellemetlen tartalmat tettek közzé. Perbeszédeivel, amelyeket a magyarországi és külföldi sajtó is ismertetett, büntetőjogi ügyvédként is híressé vált. Miután I. Ferenc József nem fogadta a beadvánnyal Bécsbe utazó román küldöttséget, a magyar sajtóban románellenes cikkek jelentek meg; erre több aradi román ügyvéd, köztük Cicio Pop a nagyszebeni Tribuna hasábjain közzétett Replica arădană című írással válaszolt. Emiatt az ügyvédi kamara fegyelmi eljárást indított a cikkírók ellen és kizárásukat javasolta; a magát és társait védő Cicio Popnak sikerült elérnie felmentésüket.
1893-ban titkos megbeszéléseket kezdett a magyarországi szerbek és szlovákok képviselőivel, előkészítve az 1895-ös szerb–szlovák–román össznemzetiségi kongresszust, amely határozatában felsorolta a nemzetiségek sérelmeit, és a megyékre épülő nemzetiségi önkormányzatok bevezetését javasolta.
1893-ban a Tribuna és Foaia poporului folyóiratokat védte egy sajtóperben, politikai szintre emelve a védőbeszédet. Hírnevét és eredményeit tekintve természetes volt, hogy őt kérik fel egyik védőnek az úgynevezett memorandum-perben, amelyet a császár számára készített beadvány szerzői és terjesztői ellen indítottak. Az ügyvédi tevékenység mellett külföldi propagandatevékenységet is folytatott a vádlottak és a román kisebbség ügye érdekében.
A szerb és szlovák kisebbség képviselőivel együtt részt vett az 1896-os millenniumi ünnepségek elleni tiltakozásban.
1906-ban három hónapnyi börtönbüntetésre és 800 korona pénzbírságra ítélték a Libertatea című lapban megjelent két cikkéért, amelyek szembementek a kormány nemzetiségi politikájával.
Országgyűlési képviselőként a románok és általában a magyarországi nemzetiségek érdekeit képviselte: tiltakozott a helységnevek magyarosítása ellen, az Apponyi Albert-féle oktatási törvény ellen, a hajdúdorogi egyházmegye megalakítása,  a választókörzetek kialakítása illetve a sajtótörvény ellen. Parlementi felszólalásait több népgyűlés szervezésével is nyomatékosította. Sikertelenül próbált költségvetési támogatást szerezni a nem magyar nyelvű színjátszás számára.
1916. szeptemberben, miután a román hadsereg behatolt Erdélybe és Románia hivatalosan is hadat üzent az Osztrák-Magyar Monarchiának, a Román Nemzeti Párt nevében nyilatkozatot olvasott fel a parlamentben, amelyben kinyilvánította az erdélyi románok lojalitását. Novemberben, I. Ferenc József halálakor a képviselőházban tartott beszédében kifejtette, hogy a románok hagyományosan hűségesek az uralkodóhoz, és ezt az épp zajló világháborúban be is bizonyították.
Miután az Osztrák–Magyar Monarchia nemzetiségei 1918. április 8-án megtartott római kongresszusukon kinyilvánították, hogy önálló államiságot követelnek, Cicio Pop 1918. április 25-én a Román Nemzeti Párt képviseletében elutasította a költségvetés megszavazását. A magyar országgyűlésben tartott utolsó beszédében, 1918. június 20-án élesen kritizálta a Wekerle-kormány nemzetiségi politikáját.
1918. őszén, amikor a Monarchia felbomlásának jelei már kezdtek megmutatkozni, a magyarországi románság elmozdult a román nemzetállammal történő egyesülés irányába. Cicio-Pop kapcsolatot tartott a Magyarországi Szociáldemokrata Párt román nemzetiségű tagjaival, akikkel közös megmozdulást készítettek elő; ennek eredményeképpen 1918. október 18-án Alexandru Vaida-Voevod a parlamentben felolvasta nyilatkozatát, amelyben a WIlson elnök 14 pontja alapján önrendelkezési jogot követelt a magyarországi románok számára.

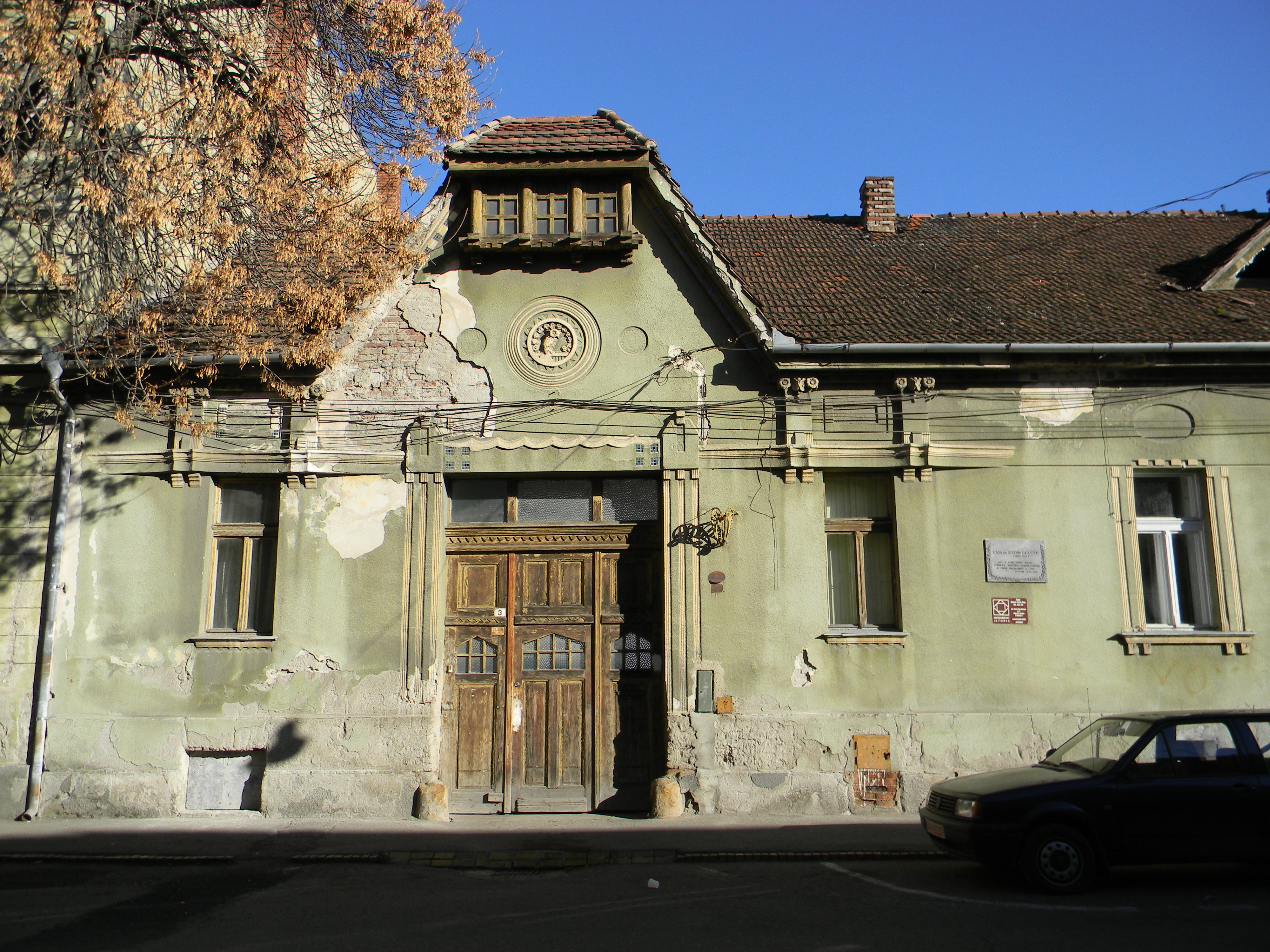
Ştefan Cicio Pop aradi háza, a Központi Román Nemzeti Tanács székhelye

1918. október 27-én megalakult a Központi Román Nemzeti Tanács, amelynek elnöke Cicio Pop lett és amelynek székhelye az ő aradi házában volt. A tanács november 9-én ultimátumot intézett a magyar kormányhoz, amely szerint "a népek önrendelkezési jogának értelmében, valamint a nemzetünknek és a vele egy területen élő kisebbségek érdekében, a közrend, vagyon- és személybiztonság megóvása céljából most át kell vennünk Magyarországnak és Erdélynek románok által lakott vidékei fölött a teljes kormányzó hatalmat."
Részt vett az Erdély és Románia egyesülését kimondó gyulafehérvári román nagygyűlés előkészítésében és magán a rendezvényen, ahova késve érkezett, ezért a gyűlés megnyitása is késett. Nem várva meg a gyűlés elnökének, Gheorghe Pop de Băsești-nek a jóváhagyását, megnyitotta a gyűlést, és a háború sok szenvedéséről és hazugságairól beszélve bejelentette, hogy a nemzetgyűlés kimondja az egész román nép egyesítését Romániával. December 2-án az Erdély, Bánság és Partium kormányzótanácsa tagjának választották, amelyen belül a hadseregért és közbiztonságért felelt. December 30-án a 3722. számú királyi rendelettel a román kormány tárca nélküli miniszterévé nevezték ki, ahol az Erdéllyel kapcsolatos ügyekért felelt; ezt a tisztségét a kormányváltások után is megtartotta. 1920. január 13-ától, amikor Alexandru Vaida-Voevod kormányzó a párizsi békekonferenciára utazott, a minisztertanácsi elnöki illetve külügyminiszteri tisztségében megbízottként Cicio Pop helyettesítette.

### A békeszerződések után
Tevékenysége során az újonnan Romániához került területek társadalmi és politikai integrációját tartotta szem előtt, ugyanakkor megőrizni kívánta a kulturális különbségeket, elsősorban a vallásiakat, ő maga görögkatolikus lévén.
1926-ban, miután a Román Nemzeti Párt egyesült a Parasztpárttal, megalakítva a Nemzeti Parasztpártot, Cicio Pop az új párt alelnöke lett. Ő vezette a román küldöttséget 1930-ban az Athénban tartott első, illetve 1931-ben Isztambulban megrendezett második Balkán-konferencián. Az 1932-es konferenciát Bukarestben tartották Cicio Pop elnökletével.
1928-ban a parlamenti választásokat a Nemzeti Parasztpárt nyerte; ekkor Cicio Pop lett a képviselőház elnöke. Ezt a tisztséget két ízben töltötte be,  1928. december 23. – 1931. április 30. illetve 1932. augusztus 10. – 1933. november 18. között. 1933-ban visszavonult a politikai életből és konopi birtokára költözött, ahol egy évvel később elhunyt. Az aradi Eternitatea temetőben helyezték végső nyugalomba, a gyászszertartást Alexandru Nicolescu. püspök végezte egy 17 papból álló gyülekezet élén. A temetésen több mint ötvenezren vettek részt, köztük Gheorghe Tătărescu miniszterelnök, Constantin Ilasievici tábornok (a királyi ház képviseletében), Iuliu Maniu, Ion Mihalache (a Parasztpárt alapítója), Sever Bocu és Nicolae Săveanu (a képviselőház előző elnöke).

## Kitüntetései
Érdemeiért a Román Korona-renddel, az I. Ferdinánd-renddel, a Szent Gergely-renddel és a Románia Csillaga érdemrenddel tüntették ki.

## Emlékezete

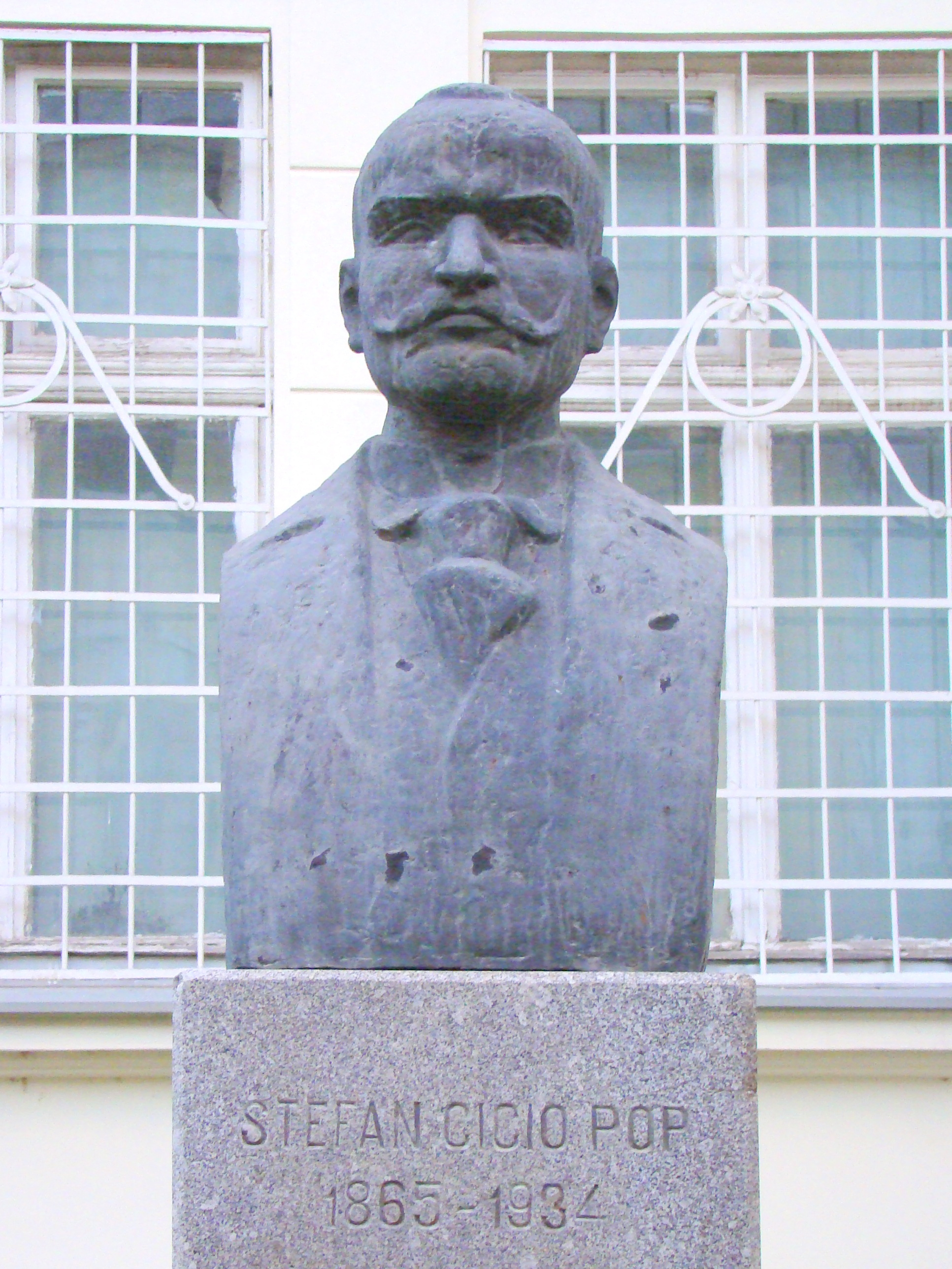
Mellszobra Gyulafehérváron

Mellszobra a gyulafehérvári Egyesülés-terem előtt áll. Aradon és Konopon iskola viseli nevét.
A gyulafehérvári nemzetgyűlés centenáriumának tiszteletére 2018-ban a Román Nemzeti Bank emlékérme-sorozatot bocsátott ki; az érmék hátoldalán az Erdély és Románia egyesülésében kiemelt szerepet játszó Ștefan Cicio-Pop, Gheorghe Pop de Băsești, Iuliu Maniu, Vasile Goldiș és Iuliu Hossu arcképe szerepel.

## Fordítás
- Ez a szócikk részben vagy egészben  a(z)   Ștefan Cicio Pop című angol Wikipédia-szócikk ezen változatának fordításán alapul.  Az eredeti cikk szerkesztőit annak laptörténete sorolja fel. Ez a jelzés csupán a megfogalmazás eredetét és a szerzői jogokat jelzi, nem szolgál a cikkben szereplő információk forrásmegjelöléseként.
- Ez a szócikk részben vagy egészben  a(z)   Ștefan Cicio Pop című román Wikipédia-szócikk ezen változatának fordításán alapul.  Az eredeti cikk szerkesztőit annak laptörténete sorolja fel. Ez a jelzés csupán a megfogalmazás eredetét és a szerzői jogokat jelzi, nem szolgál a cikkben szereplő információk forrásmegjelöléseként.